# Мухаммед ибн Баис
Мухаммед ибн Баис (перс. محمدبن‌بعیث‎) (Muhammad ibn Ba’ith) — арабский правитель Маранда. Поэт.

## Жизненный путь
Происходил из племени бану рабиа, был сыном Баис ибн Халбаса. Родился в Маранде. Он начал военную карьеру на службе у Аббасидов. Затем халиф назначил его наместником Маранда. Он поднял восстание и присоединился к Бабеку.
Согласно Масуди и «Фихристу» Ибн ан-Надима, власть Бабека, в пик его славы, распространялась на юге до Ардебиля и Маранда, на востоке — до Каспийского моря и города Шемаха в Ширване, на севере — до Муганской степи и берегов реки Аракс, а на западе до районов Джульфы, Нахичевани и Маранды.
В период Аббасидского халифата в 849—850 гг. должен был быть обезглавлен по приказу халифа Аль-Мутавакиля поскольку поднял против него восстание, которое подавляли полководец Буга аш-Шараби и его подручный Иса ибн аш-Шейх аш-Шайбани. Однако будучи доставлен по дворец, ибн Баис начал читать стихи на арабском языке и поразил Аль-Мутавакиля своим поэтическим даром до такой степени, что тот отменил приказ и заменил смертную казнь на тюремное заключение. По свидетельству Ат-Табари, Ибн Баис был в значительной степени иранизирован, и шейхи Мараги восхваляли его храбрость и литературные способности, цитируя его стихи на персидском, что свидетельствует о существовании в начале IX века на северо-западе Персии поэзии на данном языке.

## В искусстве
- В художественном фильме «Бабек» роль ибн Баиса исполнил азербайджанский актёр Самандар Рзаев.